# Oral Fixation, Vol. 1 & 2
Oral Fixation Volumes 1 & 2 é o primeiro box da cantora e compositora colombiana Shakira, lançada em 5 de dezembro de 2006 pela Epic Records. Lançado um ano depois dos sextos e sétimos álbuns de estúdio Fijación oral vol. 1 e Oral Fixation Vol. 2, inclui álbuns anteriores e um DVD adicional com videoclipes e performances ao vivo. Depois de alcançar o sucesso internacional com seu terceiro álbum de estúdio, Laundry Service, (2001), Shakira decidiu criar um disco de acompanhamento em duas partes. Ela lançou o projeto como acompanhamento de seu sexto trabalho Fijación Oral, Vol. 1, com a qual alcançou sucesso internacional cinco meses antes.
Como co-produtora, Shakira escolheu Rick Rubin como produtor executivo, trabalhando também com Gustavo Cerati, Lester Mendez, Luis F. Ochoa e Jose "Gocho" Torres. Para trabalhar junto com os novos parceiros Jerry Duplessis, Wyclef Jean, Tim Mitchell e The Matrix. Musicalmente, o álbum segue o estílo dos trabalhos anteriores da cantora, o álbum é fortemente influenciado por estilos pop latinos e, além disso, incorpora elementos de dance-pop, pop rock e trip hop. A compilação atingiu o pico de número 13 e 27 no Billboard Latin Pop Albums e Top Latin Albums, respectivamente.

## Antecedentes
Depois de alcançar o sucesso internacional com o seu terceiro álbum de estúdio Laundry Service, em 2001,  Shakira decidiu lançar um material em língua espanhola como o seu acompanhamento, sendo seu primeiro álbum gravado totalmente em espanhol desde Dónde Están los Ladrones? (1998). Tendo co-escrito quase sessenta faixas para Laundry Service, ela colocou-se "na missão de selecionar [suas] favoritas" para gravar o Fijación Oral, Vol. 1 e seu próprio sucessor, Oral Fixation Vol. 2. Ao gravar o primeiro volume, Shakira trabalhou com o colaborador anterior Lester Mendez e os novos parceiros Gustavo Cerati, Luis F. Ochoa e Jose "Gocho" Torres. Para a produção do segundo volume, ela se reuniu com Cerati, Mendez, Ochoa e também se juntou aos parceiros mais novos Jerry Duplessis, Wyclef Jean, Tim Mitchell e The Matrix.

## Arte da capa

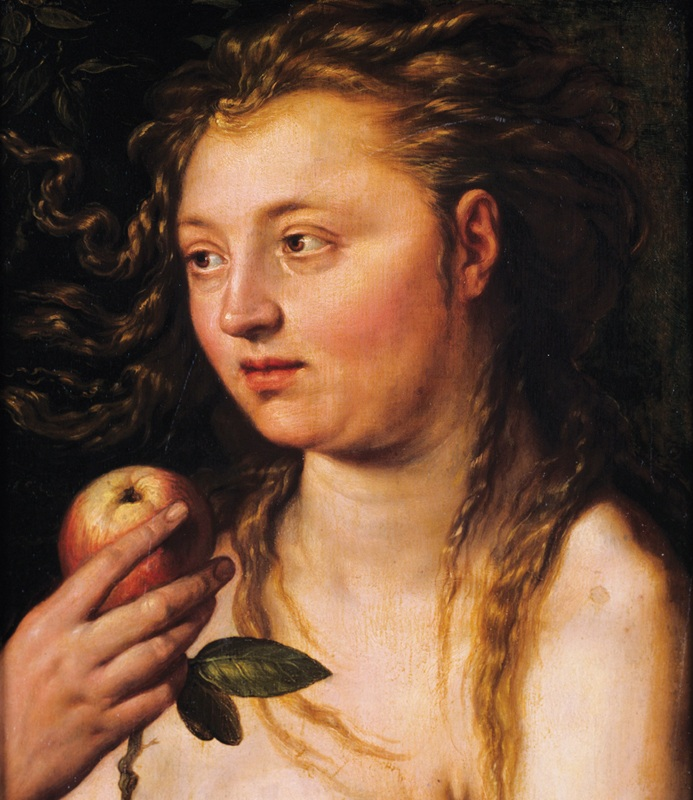
A capa do álbum foi influenciada pela figura bíblica de Eva (imagem).

As capas dos discos Fijación Oral, Vol. 1 e Oral Fixation, Vol. 2  foram inspiradas por Eva, a primeira mulher; Shakira disse: "[eu queria] atribuir a Eva mais uma razão para morder o fruto proibido, que seria sua fixação oral" e que "[ela sempre pareceu] uma pessoa muito oral. [É a] maior fonte de prazer [dela]". A capa do primeiro disco apresenta Shakira segurando uma menina em seus braços; a arte da capa do segundo volume apresenta Shakira nua (coberta por galhos de árvores), com a criança sentada na árvore. Ela afirmou que ambas as capas aludiram a teoria do psicanalista Sigmund Freud de que as crianças começam a descobrir o mundo através de suas bocas durante o estágio oral do desenvolvimento psicossexual.
Para Jon Pareles, periodista do The New York Times, "por razões óbvias, a capa do álbum Fijación Oral, Vol. 1 é atraente". Na versão do álbum comercializada no Oriente Médio, Shakira foi coberta por folhas. A revista Complex elegeu a capa de Oral Fixation, Vol. 2 como a décima primeira capa de álbum mais sensual de todos os tempos, escrevendo que é "o retrato mais quente de Eva no Jardim do Éden que podemos imaginar". A publicação Maxin também listou a capa do álbum como uma das mais sensuais de todos os tempos, escrevendo que "a menina nua segurando uma maçã em um jardim é interpretada, mas não quando a menina tem o rebolado nos quadris como Shakira. Puxa, isso poderia acontecer novamente, não poderia?".

## Músicas e letras

### Volume um
Musicalmente, Fijación Oral, Vol. 1 é um álbum que deriva do Pop latino. A faixa de introdução, "En Tus Pupilas", incorpora estilos da música folclórica e seu verso de abertura inclui letras da língua francesa. "La Pared" foi comparada estilisticamente a obras do duo Eurythmics. "La Tortura" apresenta o artista musical espanhol Alejandro Sanz, e possui elementos da música cumbia colombiana, do dancehall e da música eletrônica. "Obtener un Sí" é uma canção que incorpora origens estilísticas da bossa nova e do cha-cha-chá, e apresenta um fundo orquestral. "Día Especial" apresenta o artista argentino Gustavo Cerati tocando guitarra. Juntamente com a participação dos vocais de Rita Quintero sua colaboradora de longa data desde o álbum Donde Estan Los Ladrones.
A sexta faixa, "Escondite Inglés", possui uma sensação do estilo new wave. "No" também apresenta Cerati na guitarra, e usa uma melodia simples para enfatizar os vocais de Shakira. "Las de la Intuición" incorpora elementos do synthpop enquanto "Día de Enero" tem sido comparada a trabalhos da cantora mexicana Natalia Lafourcade. "Lo Imprescindible" possui versos da língua alemã, em que Shakira expressa liricamente "Venha, querido, venha / Nunca me deixe ir". O disco termina com uma versão acústica de "La Pared" e o remix de "La Tortura" feito por Shaketon.

### Volume dois
Para Stephen Thomas Erlewine do AllMusic, o álbum toca em tudo, desde os esperados ritmos latinos, até a eurodisco, rock & roll e o britpop, todos pontuados por alguns confessionários rígidos. "How Do You Do" é uma faixa de abertura ousada que apresenta cantos gregorianos e uma recitação misteriosa de "The Lord's Prayer", antes de empurrar o ouvinte para uma música semelhante a "Dear God" de Sarah McLachlan, de acordo com Kristina Weise do Songwriting Universe. Ele apresenta perguntas amargas em relação à fé e religião. As letras dizem: "Quantas pessoas morrem e machucam em seu nome? / Ei, isso faz você se orgulhar, ou isso te causa vergonha?", Shakira afirma: "Eu decidi na ponte da canção incluir cantos de diferentes religiões como o Islã, Judaísmo e cristianismo. E os três cantores dizem basicamente o mesmo: estão pedindo perdão", afirmou. O primeiro single, "Don't Bother", apresenta o capítulo final de um relacionamento e a confusão que enfrenta qualquer pessoa durante o termino. Inclui as linhas líricas: "Por você, eu desistiria de tudo o que tenho e me mudaria para um país comunista. Se você viesse comigo, é claro / E cortaria minhas unhas para não te machucar". Ela segue rapidamente com: "E afinal de contas fico feliz por não ser seu tipo / Eu prometo que você não vai me ver chorar / Então não se preocupe / eu vou ficar bem, eu vou ficar bem". Para Shakira, "acho que "Don't Bother", tem muita dor nela como uma música, mas também muito humor e sarcasmo. Sim, é uma maneira de exorcizar todos esses sentimentos, uma forma de catarse, Eliminando todas essas emoções que torturam nos mulheres em algum momento de nossas vidas".
"Illegal" apresenta um solo de guitarra do guitarrista mexicano Carlos Santana e apresenta letras como "Você disse que você me amaria até morrer / E, até onde eu sei, você ainda está vivo", que foi comparado com Alanis Morissette na canção "You Oughta Know", de acordo com Stephen Thomas Erlewine do AllMusic. "Eu gostaria de ser a proprietária do zíper da sua calça jeans", ela canta com raiva "Hey You", que foi comparada às obras da banda de rock americana No Doubt, pela Slant Magazine. O som de Mariachi se recuperam contra as guitarras de surf em "Animal City", uma advertência contra a fama e amigos falsos; Enquanto os acentos da bossa nova atravessam "Something", uma das únicas duas faixas repetidas do Fijación Oral, Vol. 1, sendo intitulado de En Tus Pupilas na primeira edição. Enquanto "The Day and the Time" está na primeira edição, com o título "Dia Especial". Enquanto isso, o violão de carambola e o guitarrista de carabina completam "Your Embrace", uma balada, adult contemporary, enquanto "Costume Does the Clown", fala sobre promessas sentimentais não cumpridas. Shakira também mergulha em um neo-disco pulsante na faixa de encerramento "Timor", mas em forma de protesto.

## Divulgação

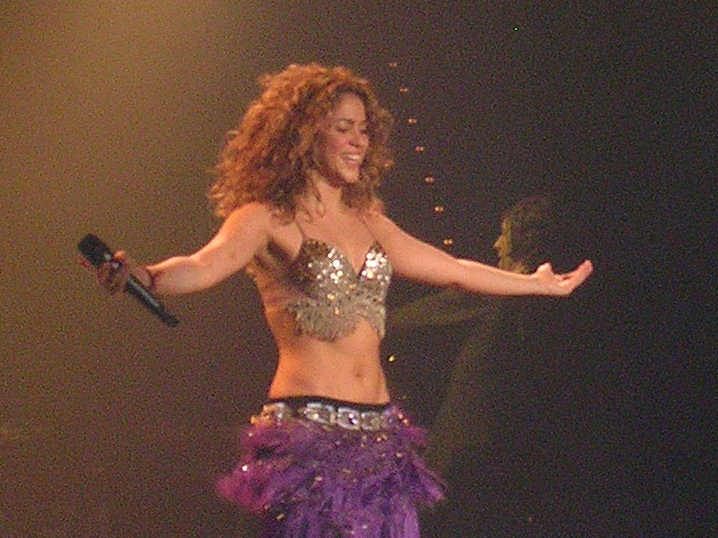
Shakira apresentando-se durante a turnê Oral Fixation (2006).

Para divulgar Fijación Oral, Vol. 1 e Oral Fixation, Vol. 2, Shakira iniciou a turnê Oral Fixation em 14 de junho de 2006, na Feria de Muestras, em Zaragoza, Espanha. Promovida pela Creative Artists Agency, a digressão visitou vinte e sete cidades durante quarente e um shows, com Shakira apresentando-se em todos os continentes. A turnê foi também patrocinada pela fabricante de automóveis espanhola Seat, cuja empresa Shakira havia colaborado anteriormente para sustentar a fundação Pies Descalzos. A turnê concluiu-se em 9 de julho de 2007 na Turkcell Kuruçeşme Arena, em Istambul, Turquia. Arrecadou mais de US$ 42.000.000 apenas na América do Norte e na América Latina, arrecadando mais de US$ 100.000.000 no mundo inteiro. O repertório da excursão consistia principalmente de canções em espanhol, e incluiu singles do início da carreira da cantora.

## Lançamento
Em 23 de janeiro de 2007, Fijación oral vol. 1 e Oral Fixation Vol. 2 foram lançados como um conjunto de em Box com três discos, intitulado Oral Fixation, Vol. 1 e 2. Cada disco estava em um disco separado e foi empacotado com um DVD com vídeoclipes e gravações ao vivo de faixas de álbuns. A compilação atingiu o pico nos números 13 e 27 nos charts da Billboard Latin Pop Albums Albums e Top Latin Albums.

## Faixas
Créditos adaptados a partir das notas das faixas de Fijación Oral, Vol. 1 e Oral Fixation, Vol. 2.
| Disco: 1 (Fijación Oral: Vol.1) |                                                    |                 |                             |                                      |         |  |
| N.º                             | Título                                             | Letras          | Música                      | Produtor(es)                         | Duração |  |
| 1.                              | "En Tus Pupilas"                                   | Shakira         | Shakira, Luis Fernado Ochoa | Shakira, Ochoa                       | 4:24    |  |
| 2.                              | "La Pared"                                         | Shakira         | Shakira, Lester Mendez      | Shakira, Mendez                      | 3:20    |  |
| 3.                              | "La Tortura" (com Alejandro Sanz)                  | Shakira         | Shakira, Ochoa              | Shakira, Mendez, Jose "Gocho" Torres | 3:35    |  |
| 4.                              | "Obtener un Sí"                                    | Shakira         | Shakira, Mendez             | Shakira, Mendez                      | 3:31    |  |
| 5.                              | "Día Especial" (com Gustavo Cerati)                | Cerati, Shakira | Cerati, Shakira, Ochoa      | Shakira, Cerati                      | 4:25    |  |
| 6.                              | "Escondite Inglês"                                 | Shakira         | Shakira                     | Shakira, Mendez                      | 3:10    |  |
| 7.                              | "No" (com Gustavo Cerati)                          | Shakira         | Shakira, Cerati             | Shakira, Mendez, Cerati              | 4:47    |  |
| 8.                              | "Las de la Intuición"                              | Shakira         | Shakira, Ochoa              | Shakira, Ochoa                       | 3:42    |  |
| 9.                              | "Día de Enero"                                     | Shakira         | Shakira                     | Shakira, Mendez                      | 2:55    |  |
| 10.                             | "Lo Imprescindible"                                | Shakira         | Shakira, Mendez             | Shakira, Mendez                      | 3:58    |  |
| 11.                             | "La Pared" (versão acústica)                       | Shakira         | Shakira, Mendez             | Shakira, Mendez                      | 2:41    |  |
| 12.                             | "La Tortura" (shaketon remix) (com Alejandro Sanz) | Shakira         | Shakira, Ochoa              | Shakira, Mendez, Torres              | 3:12    |  |
| Duração total:                  | Duração total:                                     | Duração total:  | Duração total:              | Duração total:                       | 43:30   |  |

| Disco: 2 (Oral Fixation: Vol.2) |                                                   |                     |                                           |                                                 |         |  |
| N.º                             | Título                                            | Letras              | Música                                    | Produtor(es)                                    | Duração |  |
| 1.                              | "How Do You Do"                                   | Shakira             | Lauren Christy Scott Spock Graham Edwards | Shakira Lester Mendez Gustavo Cerati The Matrix | 3:46    |  |
| 2.                              | "Don't Bother"                                    | Shakira             | Christy Spock Edwards                     | Shakira Mendez Cerati                           | 4:18    |  |
| 3.                              | "Illegal" (featuring Carlos Santana)              | Shakira             | Shakira Mendez                            | Shakira Mendez                                  | 3:54    |  |
| 4.                              | "The Day and the Time" (featuring Gustavo Cerati) | Shakira Pedro Aznar | Shakira Cerati Luis F. Ochoa              | Shakira Cerati                                  | 4:23    |  |
| 5.                              | "Animal City"                                     | Shakira             | Shakira Ochoa                             | Shakira Ochoa                                   | 3:17    |  |
| 6.                              | "Dreams for Plans"                                | Shakira             | Shakira Brendan Buckley                   | Shakira Mendez                                  | 4:04    |  |
| 7.                              | "Hey You"                                         | Shakira             | Shakira Tim Mitchell                      | Shakira Mitchell                                | 4:11    |  |
| 8.                              | "Your Embrace"                                    | Shakira             | Shakira Mitchell                          | Shakira Mendez                                  | 3:34    |  |
| 9.                              | "Costume Makes the Clown"                         | Shakira             | Shakira Buckley                           | Shakira Mendez                                  | 3:13    |  |
| 10.                             | "Something"                                       | Shakira             | Shakira Ochoa                             | Shakira Ochoa                                   | 4:24    |  |
| 11.                             | "Timor"                                           | Shakira             | Shakira                                   | Shakira Mendez                                  | 3:32    |  |
| Duração total:                  | Duração total:                                    | Duração total:      | Duração total:                            | Duração total:                                  | 42:36   |  |

| Faixa bônus americana |                                   |                              |         |  |
| N.º                   | Título                            | Compositor(es)               | Duração |  |
| 13.                   | "La Tortura" (versão alternativa) | Shakira, Luis Fernando Ochoa | 3:32    |  |

| Faixa bônus latino-americana e espanhola |                                       |                                                                           |         |  |
| N.º                                      | Título                                | Compositor(es)                                                            | Duração |  |
| 13.                                      | "Hips Don't Lie" (versão em espanhol) | Wyclef Jean, Shakira, Oscar Arfanno, LaTravia Parker, Jerry Dupless, Pena | 3:37    |  |

| Faixa bônus europeia |                                      |                        |         |  |
| N.º                  | Título                               | Compositor(es)         | Duração |  |
| 13.                  | "Don't Bother" (Jrsnchz Radio Remix) | Shakira, Lester Mendez | 4:24    |  |

| Disco 3 – DVD |                                                                           |         |  |
| N.º           | Título                                                                    | Duração |  |
| 1.            | "La Tortura" (videoclipe) (featuring Alejandro Sanz)                      | 3:44    |  |
| 2.            | "Don't Bother" (videoclipe)                                               | 4:30    |  |
| 3.            | "No" (videoclipe) (featuring Gustavo Cerati)                              | 4:47    |  |
| 4.            | "Hips Don't Lie" (videoclipe) (featuring Wyclef Jean)                     | 3:37    |  |
| 5.            | "Día de Enero" (videoclipe)                                               | 2:52    |  |
| 6.            | "Hey You" (ao vivo em Hackney Empire, London) (MTV'5 Star Performance)    | 4:11    |  |
| 7.            | "Illegal" (ao vivo em Hackney Empire, London) (MTV'5 Star Performance)    | 3:56    |  |
| 8.            | "La Tortura" (ao vivo em Hackney Empire, London) (MTV'5 Star Performance) | 3:35    |  |

## Paradas
| Chart                           | Maior posição |
| ------------------------------- | ------------- |
| Belgian Albums Chart (Flanders) | 47            |
| Belgian Albums Chart (Wallonia) | 78            |
| Spanish Albums Chart            | 25            |
| Swiss Albums Chart              | 91            |
| Latin Albums                    | 13            |
| Latin Pop Albums                | 27            |